# Équipe des Pays-Bas de football au Championnat d'Europe 2000

L'équipe des Pays-Bas de football participe à son 6e championnat d'Europe lors de l'édition 2000 qui se tient en Belgique et aux Pays-Bas du 10 juin 2000 au 2 juillet 2000. Les Néerlandais terminent premiers du groupe D avec un bilan de trois victoires en trois matchs, ils battent la RF Yougoslavie en quart de finale puis ils perdent contre l'Italie en demi-finale.
À titre individuel, Edgar Davids et Patrick Kluivert font partie de l'équipe-type du tournoi et ce dernier termine également co-meilleur buteur de l'Euro 2000 avec cinq réalisations.

## Phase qualificative
La phase qualificative est composée de neuf groupes et les neuf vainqueurs de poule ainsi que le meilleur deuxième sont qualifiés. Les huit autres deuxièmes s'affrontent en barrages d'où sortent quatre vainqueurs. Ces quatorze équipes accompagnent la Belgique et les Pays-Bas, qualifiés d'office pour l'Euro 2000 en tant que pays organisateurs.

## Phase finale

### Phase de groupe
| Groupe D |          |     |   |   |   |   |    |    |      |
|          | Équipe   | Pts | J | G | N | P | BP | BC | Diff |
| 1        | Pays-Bas | 9   | 3 | 3 | 0 | 0 | 7  | 2  | +5   |
| 2        | France   | 6   | 3 | 2 | 0 | 1 | 7  | 4  | +3   |
| 3        | Tchéquie | 3   | 3 | 1 | 0 | 2 | 3  | 3  | 0    |
| 4        | Danemark | 0   | 3 | 0 | 0 | 3 | 0  | 8  | -8   |

| 11 juin 18h00 | France   | 3 | 0 | Danemark |
| 11 juin 20h45 | Pays-Bas | 1 | 0 | Tchéquie |
| 16 juin 18h00 | Tchéquie | 1 | 2 | France   |
| 16 juin 20h45 | Danemark | 0 | 3 | Pays-Bas |
| 21 juin 20h45 | Danemark | 0 | 2 | Tchéquie |
| 21 juin 20h45 | France   | 2 | 3 | Pays-Bas |

| 11 juin 2000                      | Pays-Bas              | 1 - 0 | Tchéquie | Amsterdam ArenA, Amsterdam                         |                                                    |
| 20:45 · Historique des rencontres | F. de Boer 89e (pen.) |       |          | Spectateurs : 50 000 Arbitrage : Pierluigi Collina | Spectateurs : 50 000 Arbitrage : Pierluigi Collina |
| 20:45 · Historique des rencontres | (Rapport)             |       |          | Spectateurs : 50 000 Arbitrage : Pierluigi Collina | Spectateurs : 50 000 Arbitrage : Pierluigi Collina |

| 16 juin 2000                      | Danemark  | 0 - 3 | Pays-Bas                                   | Feyenoord Stadion, Rotterdam               |                                            |
| 20:45 · Historique des rencontres |           |       | Kluivert 57e · R. de Boer 66e · Zenden 77e | Spectateurs : 50 000 Arbitrage : Urs Meier | Spectateurs : 50 000 Arbitrage : Urs Meier |
| 20:45 · Historique des rencontres | (Rapport) |       |                                            | Spectateurs : 50 000 Arbitrage : Urs Meier | Spectateurs : 50 000 Arbitrage : Urs Meier |

| 21 juin 2000                      | France                     | 2 - 3 | Pays-Bas                                   | Amsterdam ArenA, Amsterdam                    |                                               |
| 20:45 · Historique des rencontres | Dugarry 8e · Trezeguet 31e |       | Kluivert 14e · F. de Boer 51e · Zenden 59e | Spectateurs : 50 000 Arbitrage : Anders Frisk | Spectateurs : 50 000 Arbitrage : Anders Frisk |
| 20:45 · Historique des rencontres | (Rapport)                  |       |                                            | Spectateurs : 50 000 Arbitrage : Anders Frisk | Spectateurs : 50 000 Arbitrage : Anders Frisk |

### Quart de finale
| 25 juin 2000                      | Pays-Bas                                                         | 6 - 1 | RF Yougoslavie    | Feyenoord Stadion, Rotterdam                        |                                                     |
| 18:00 · Historique des rencontres | Kluivert 24e 38e 54e · Govedarica 61e (csc) · Overmars 78e 90+2e |       | S.Milosevic 90+5e | Spectateurs : 50 000 Arbitrage : José Garcia Aranda | Spectateurs : 50 000 Arbitrage : José Garcia Aranda |
| 18:00 · Historique des rencontres | (Rapport)                                                        |       |                   | Spectateurs : 50 000 Arbitrage : José Garcia Aranda | Spectateurs : 50 000 Arbitrage : José Garcia Aranda |

### Demi-finale
| 29 juin 2000                      | Italie                                     | 0 - 0             | Pays-Bas                                 | Amsterdam ArenA, Amsterdam                   |                                              |
| 19:00 · Historique des rencontres |                                            |                   |                                          | Spectateurs : 50 000 Arbitrage : Markus Merk | Spectateurs : 50 000 Arbitrage : Markus Merk |
| 19:00 · Historique des rencontres | (Rapport)                                  |                   |                                          | Spectateurs : 50 000 Arbitrage : Markus Merk | Spectateurs : 50 000 Arbitrage : Markus Merk |
| 19:00 · Historique des rencontres | · Di Biagio · Pessotto · Totti · P.Maldini | Tirs au but 3 - 1 | · F. de Boer · Stam · Kluivert · Bosvelt | Spectateurs : 50 000 Arbitrage : Markus Merk | Spectateurs : 50 000 Arbitrage : Markus Merk |

## Effectif
Sélectionneur : Frank Rijkaard
| No. | Pos.      | Joueur                   | Date de naissance et âge | Sélec. | Club                 |
| --- | --------- | ------------------------ | ------------------------ | ------ | -------------------- |
| 1   | Gardien   | Edwin van der Sar        | 29 octobre 1970          | 48     | Juventus de Turin    |
| 2   | Défenseur | Michael Reiziger         | 3 mai 1973               | 41     | FC Barcelone         |
| 3   | Défenseur | Jaap Stam                | 17 juillet 1972          | 33     | Manchester United    |
| 4   | Défenseur | Frank de Boer            | 15 mai 1970              | 77     | FC Barcelone         |
| 5   | Milieu    | Boudewijn Zenden         | 15 août 1976             | 22     | FC Barcelone         |
| 6   | Milieu    | Clarence Seedorf         | 1er avril 1976           | 49     | Inter de Milan       |
| 7   | Milieu    | Phillip Cocu             | 29 octobre 1970          | 42     | FC Barcelone         |
| 8   | Milieu    | Edgar Davids             | 13 mars 1973             | 30     | Juventus de Turin    |
| 9   | Attaquant | Patrick Kluivert         | 1er juillet 1976         | 42     | FC Barcelone         |
| 10  | Attaquant | Dennis Bergkamp          | 10 mai 1969              | 75     | Arsenal              |
| 11  | Milieu    | Marc Overmars            | 29 mars 1973             | 56     | Arsenal              |
| 12  | Défenseur | Giovanni van Bronckhorst | 5 février 1975           | 17     | Glasgow Rangers      |
| 13  | Défenseur | Bert Konterman           | 14 janvier 1971          | 10     | Feyenoord Rotterdam  |
| 14  | Attaquant | Peter van Vossen         | 21 avril 1968            | 29     | Feyenoord Rotterdam  |
| 15  | Milieu    | Paul Bosvelt             | 26 mars 1970             | 3      | Feyenoord Rotterdam  |
| 16  | Milieu    | Ronald de Boer           | 15 mai 1970              | 59     | FC Barcelone         |
| 17  | Attaquant | Pierre van Hooijdonk     | 29 novembre 1969         | 20     | Vitesse Arnhem       |
| 18  | Gardien   | Ed de Goey               | 20 décembre 1966         | 31     | Chelsea              |
| 19  | Défenseur | Arthur Numan             | 14 décembre 1969         | 38     | Glasgow Rangers      |
| 20  | Milieu    | Aron Winter              | 1er mars 1967            | 81     | Ajax Amsterdam       |
| 21  | Attaquant | Roy Makaay               | 9 mars 1975              | 3      | Deportivo La Corogne |
| 22  | Gardien   | Sander Westerveld        | 23 octobre 1974          | 2      | Liverpool            |

## Navigation